# Fear Not
Fear Not er en amerikansk stumfilm fra 1917 af Allen Holubar.

## Medvirkende
- Agnes Vernon som Hilda Mornington.
- Miles McCarthy som James Mornington.
- Murdock MacQuarrie som Allen Mornington.
- Joseph W. Girard som Mortimer Gildane.
- Frank Borzage som Franklin Shirley.